# Pescarolo ed Uniti
Pescarolo ed Uniti es una localidad y comune italiana de la provincia de Cremona, región de Lombardía, con 1.485 habitantes.

## Evolución demográfica
| Gráfica de evolución demográfica de Pescarolo ed Uniti entre 1861 y 2001 |
|                                                                          |
| Fuente ISTAT - elaboración gráfica de Wikipedia                          |